# Окампо, Хуан
Хуан Антонио Окампо Сильва (исп. Juan Antonio Ocampo Silva; родился 11 июня 1989, Тепик, Мексика) — мексиканский футболист, защитник.

## Клубная карьера
Окампо — воспитанник клуба «Гвадалахара». 14 марта 2008 года в матче против «Веракрус» он дебютировал в мексиканской Примере. Хуан не был основным футболистом и нечасто появлялся на поле. В 2010 году он вместе с клубом вышел в финал Кубка Либертадорес.
В 2011 году Окампо на правах аренды перешёл в «Керетаро». 9 января в матче против УАНЛ Тигрес он дебютировал за клуб. Вначале Хуан имел постоянное место в основе, но во втором сезоне из-за высокой конкуренции он стал меньше времени проводить на поле и вскоре вернулся в «Гвадалахару». Проведя сезон на скамейке запасных, Окампо на правах полугодовой аренды перешёл в клуб Лиги Ассенсо «Дорадос де Синалоа». 6 января 2013 года в поединке против «Веракрус» он дебютировал за новый клуб.
Летом того же года Хуан на правах аренды перешёл в «Эстудиантес Текос». 4 августа в матче против «Альтамиры» он дебютировал за команду. По итогам сезона Окампо помог «Текос» занять второе место в Лиге Ассенсо. В 2014 году на правах аренды он перешёл в клуб из своего родного города «Тепик». 19 июля в поединке против «Сакапатека» Окампо дебютировал за команду.

## Международная карьера
В 2009 году в составе молодёжной сборной Мексики Окампо выступал за молодёжном кубке Северной Америки. На турнире он был основным футболистом и сыграл во всех трёх встречах.

## Достижения
«Гвадалахара»
- Финалист Кубка Либертадорес — 2010